# Serie B 2003-2004 (calcio a 5)
Il quattordicesimo campionato di serie B, il sesto di terzo livello, si è svolto tra il 20 settembre 2003 e il 10 aprile 2004, prolungandosi fino al 29 maggio 2004 con la disputa delle partite di spareggio. Al termine della stagione regolare sono promosse in serie A2 le formazioni vincitrici dei sei gironi, mentre le ultime tre classificate retrocedono in serie C1. 
Per ogni girone le formazioni piazzatesi al decimo e all'undicesimo posto si affrontano tra loro in una fase a eliminazione diretta, basata su gare di andata e di ritorno, per decretare altre sei retrocessioni. 
Le squadre classificatesi al secondo e al terzo posto di ogni girone accedono ai play-off, che coinvolgono anche le formazione classificatesi all'undicesimo e al dodicesimo posto dei due gironi di serie A2. Divise in due raggruppamenti (le società del girone A di serie A2 con quelle dei gironi A, B e C di serie B, mentre le società del girone B di serie A2 con quelle dei gironi D, E e F di serie B), le squadre si affrontano in tre fasi ad eliminazione diretta basate su gare di andata e di ritorno, per assegnare gli ultimi due posti disponibili alla prossima edizione del campionato di serie A2. In questa edizione infine, è stato introdotto l'obbligo di inserire tre giocatori Under-21 (nati dopo il primo gennaio 1982) nella lista di gara delle società.

## Girone A

### Partecipanti
Il girone A comprende sei società provenienti dalla Lombardia, quattro dal Piemonte, due dall'Emilia-Romagna e una ciascuna da Liguria e Valle d'Aosta. L'organico comprende le neopromosse Karmaland (con sede a Carmagnola), Polisportiva Antares (con sede a Sedriano), Polis Genova 1993 e Osteria Grande (espressione dell'omonima frazione di Castel San Pietro Terme), vincitrici dei rispettivi campionati regionali di serie C1; manca invece l'HG Torino che, pur aver vinto i play-off nazionali di serie C, ha rinunciato alla serie B. Anche il Gruppo Sportivo Torinese, dopo il positivo sesto posto della stagione precedente, ha rinunciato all'iscrizione, ripartendo dalla Serie C1 regionale, così come il Real Punto Matto che si è sciolto. Altra novità è rappresentata dal "Bramante Seregno" nato della fusione di Seregno C5 e Bramante Vigevano, con il titolo di quest'ultima società che passa ai concittadini del Futsal Vigevano (divenuto nel frattempo "Interfive Vigevano"). A completamento dell'organico è stato quindi ripescato il Cesana Ronchi Verdi che ha unito le forze con il Gruppo Sportivo Dayco, squadra dell'omonima azienda vincitrice del girone A della Serie C2 piemontese, assumendo la denominazione "Dayco Cesana Ronchiverdi". L'Aosta (coinvolta nella vicenda dei passaporti falsi ed esclusa dalla Serie A2) e il Piemonte C5 (retrocesso) provengono dalla categoria superiore.

### Classifica
|  | Pos. | Squadra            | Pt | G  | V  | N | P  | GF  | GS  | DR  |
|  | ---- | ------------------ | -- | -- | -- | - | -- | --- | --- | --- |
|  | 1.   | Valprint Milano    | 67 | 26 | 21 | 4 | 1  | 126 | 60  | +66 |
|  | 2.   | Piemonte           | 65 | 26 | 21 | 2 | 3  | 169 | 105 | +64 |
|  | 3.   | Interfive Vigevano | 52 | 26 | 17 | 1 | 8  | 105 | 90  | +15 |
|  | 4.   | Aosta              | 49 | 26 | 15 | 4 | 7  | 108 | 74  | +34 |
|  | 5.   | Seregno            | 46 | 26 | 14 | 4 | 8  | 141 | 91  | +50 |
|  | 6.   | Karmaland          | 44 | 26 | 13 | 5 | 8  | 121 | 102 | +19 |
|  | 7.   | Real Cesana        | 41 | 26 | 12 | 5 | 9  | 105 | 89  | +16 |
|  | 8.   | Toniolo Milano     | 39 | 26 | 12 | 3 | 11 | 135 | 103 | +32 |
|  | 9.   | Reggio Emilia      | 35 | 26 | 9  | 8 | 9  | 129 | 123 | +6  |
|  | 10.  | Antares            | 27 | 26 | 7  | 6 | 13 | 79  | 137 | -58 |
|  | 11.  | Gordona            | 22 | 26 | 6  | 4 | 16 | 109 | 124 | -15 |
|  | 12.  | Osteria Grande     | 13 | 26 | 2  | 7 | 17 | 84  | 134 | -50 |
|  | 13.  | Executive Torino   | 13 | 26 | 4  | 2 | 20 | 67  | 153 | -86 |
|  | 14.  | Polis Genova       | 4  | 26 | 1  | 1 | 24 | 53  | 146 | -93 |

### Verdetti finali
- Valprint Futsal Fram promossa in serie A2 2004-05.
- Executive Torino, Osteria Grande, Polis Genova retrocesse nei campionati regionali.
- Karmaland rinuncia all'iscrizione al campionato di serie B 2004-05.
- Bramante Seregno cede il proprio titolo sportivo al Milan Five, ripartendo dalla serie C1 regionale con la denominazione Seregno C5.
- Polisportiva Antares retrocessa dopo i play-out ma successivamente ripescata.

## Girone B

### Partecipanti
Il girone B comprende sette società provenienti dal Veneto, cinque dalla Toscana e una rispettivamente da Friuli-Venezia Giulia e Trentino-Alto Adige. Rispetto alla precedente edizione è stato ammesso il PSN 1997 (con sede a Ponte San Nicolò), vincitore dei play-off nazionali di serie C, nonché le vincitrici dei rispettivi campionati regionali ovvero Altamarca (con sede a Valdobbiadene), Massa C5, Trento C5 ma non il Pordenone che ha rinunciato alla promozione, proseguendo la propria attività sportiva in Serie C. Dalla categoria superiore è retrocessa la Virtus Rekord Five, divenuta durante l'estate "Verona Calcio a 5", mentre il San Michele ha fatto il percorso inverso, venendo ripescato in Serie A2. Il posto lasciato vacante dalla mancata iscrizione dell'ITA Palmanova (ripartita dalla Serie C con la denominazione "Internazionale Gorizia") è stato riempito dal ripescaggio dell'Isolotto (con sede nel omonimo rione di Firenze) nonché del retrocesso Jesolo.

### Classifica
|  | Pos. | Squadra          | Pt | G  | V  | N | P  | GF  | GS  | DR   |
|  | ---- | ---------------- | -- | -- | -- | - | -- | --- | --- | ---- |
|  | 1.   | Treviso          | 67 | 26 | 22 | 1 | 3  | 192 | 64  | +128 |
|  | 2.   | Verona           | 56 | 26 | 18 | 2 | 6  | 141 | 73  | +68  |
|  | 3.   | Cornedo          | 56 | 26 | 17 | 5 | 4  | 111 | 58  | +53  |
|  | 4.   | Atlante Grosseto | 54 | 26 | 16 | 6 | 4  | 144 | 96  | +48  |
|  | 5.   | Dese             | 51 | 26 | 17 | 0 | 9  | 147 | 107 | +40  |
|  | 6.   | Manzano          | 34 | 26 | 11 | 1 | 14 | 96  | 121 | -25  |
|  | 7.   | Livorno 94       | 34 | 26 | 10 | 4 | 12 | 95  | 123 | -28  |
|  | 8.   | Isolotto         | 32 | 26 | 10 | 2 | 14 | 114 | 130 | -16  |
|  | 9.   | IGP Pisa         | 31 | 26 | 9  | 5 | 12 | 111 | 144 | -33  |
|  | 10.  | Massa            | 30 | 26 | 9  | 3 | 14 | 80  | 116 | -36  |
|  | 11.  | Jesolo           | 26 | 26 | 8  | 2 | 16 | 98  | 146 | -48  |
|  | 12.  | Altamarca        | 25 | 26 | 7  | 4 | 15 | 95  | 122 | -27  |
|  | 13.  | Trento C5        | 18 | 26 | 5  | 3 | 18 | 79  | 130 | -51  |
|  | 14.  | PSN 1997         | 12 | 26 | 4  | 0 | 22 | 59  | 132 | -73  |

### Verdetti finali
- Treviso promosso in serie A2 2004-05.
- Altamarca, PSN 1997, Trento C5 e, dopo i play-out, Jesolo retrocesse nei campionati regionali.
- Cornedo e Verona ripescate in serie A2 2004-05.

## Girone C

### Partecipanti
Il girone C comprende sette società provenienti dalle Marche, tre rispettivamente dall'Umbria e dall'Emilia-Romagna e il Pescara Sport Five (nuova denominazione della D'Angelantonio C5) che ha fatto esplicita richiesta di essere inserito in questo girone. La composizione del girone è molto simile a quella della precedente edizione infatti le uniche novità sono rappresentate dalla Jesina retrocessa dalla serie A2 e dalle vincitrici dei campionati regionali di Marche e Umbria ovvero il Castelbellino e il Real Gubbio, oltre alla Polizia Penitenziaria vincitrice dei play-off nazionali di serie C. A completamento dell'organico è stata ripescata il Daewoo Team Montesicuro, sconfitta nella finale dei play-off nazionali dal PSN 1997.

### Classifica
|  | Pos. | Squadra               | Pt | G  | V  | N | P  | GF  | GS  | DR  |
|  | ---- | --------------------- | -- | -- | -- | - | -- | --- | --- | --- |
|  | 1.   | Pescara               | 62 | 26 | 19 | 5 | 2  | 146 | 70  | +76 |
|  | 2.   | Palextra Fano         | 60 | 26 | 20 | 0 | 6  | 144 | 92  | +52 |
|  | 3.   | Sangiorgese           | 56 | 26 | 18 | 2 | 6  | 130 | 68  | +62 |
|  | 4.   | Forlì                 | 54 | 26 | 17 | 3 | 6  | 112 | 72  | +40 |
|  | 5.   | Montesicuro           | 46 | 26 | 15 | 1 | 10 | 112 | 90  | +22 |
|  | 6.   | Fano                  | 36 | 26 | 11 | 3 | 12 | 117 | 138 | -21 |
|  | 7.   | Imola Castello        | 35 | 26 | 11 | 2 | 13 | 138 | 130 | +8  |
|  | 8.   | Coar Orvieto          | 35 | 26 | 11 | 2 | 13 | 95  | 104 | -9  |
|  | 9.   | Castelbellino         | 30 | 26 | 9  | 3 | 14 | 102 | 130 | -28 |
|  | 10.  | Ascoli                | 28 | 26 | 9  | 4 | 13 | 112 | 109 | +3  |
|  | 11.  | Polizia Penitenziaria | 28 | 26 | 9  | 1 | 16 | 103 | 130 | -27 |
|  | 12.  | Jesina                | 25 | 26 | 7  | 4 | 15 | 90  | 114 | -24 |
|  | 13.  | Rimini                | 21 | 26 | 6  | 3 | 17 | 80  | 148 | -68 |
|  | 14.  | Real Gubbio           | 10 | 26 | 3  | 1 | 22 | 111 | 197 | -86 |

### Verdetti finali
- Pescara promosso in serie A2 2004-05.
- Jesina e Real Gubbio retrocesse nei campionati regionali.
- Rimini e, dopo i play-out, Polizia Penitenziaria retrocesse ma successivamente ripescate.

## Girone D

### Partecipanti
Il girone D comprende sei formazioni pugliesi, cinque abruzzesi, due molisane e una lucana. Alle società già presenti nella scorsa edizione si sono aggiunte le vincitrici dei rispettivi campionati regionali ovvero CUS Potenza, che ritorna in serie B dopo appena una stagione di C1, mentre per Fovea Foggia, Termoli e Vigor Guardiagrele è la prima apparizione nei campionati nazionali. Il Martina C5, retrocesso nel precedente campionato di Serie A2, è stato escluso dalla categoria in seguito al coinvolgimento nella vicenda dei passaporti falsi; al suo posto è stato ripescato il Marina Città Sant'Angelo che era stato sconfitto nei play-out dal Modugno. Infine, l'Avezzano Calcio a Cinque è stato assorbito dalla Pro Calcetto Avezzano che dunque disputerà la corrente edizione di serie B.

### Classifica
|                                          | Pos. | Squadra            | Pt | G  | V  | N | P  | GF  | GS  | DR  |
| ---------------------------------------- | ---- | ------------------ | -- | -- | -- | - | -- | --- | --- | --- |
|                                          | 1.   | Raiano             | 58 | 26 | 18 | 5 | 3  | 109 | 62  | +47 |
|                                          | 2.   | Venafro            | 53 | 26 | 16 | 5 | 5  | 127 | 97  | +30 |
|                                          | 3.   | Polignano          | 52 | 26 | 17 | 1 | 8  | 131 | 76  | +55 |
| Vincitrice della Coppa Italia di Serie B | 4.   | Bisceglie          | 51 | 26 | 16 | 3 | 7  | 118 | 89  | +29 |
|                                          | 5.   | Vigor Guardiagrele | 50 | 26 | 15 | 5 | 6  | 109 | 77  | +32 |
|                                          | 6.   | Marina CSA         | 37 | 26 | 11 | 4 | 11 | 86  | 87  | -1  |
|                                          | 7.   | Sport Five         | 37 | 26 | 10 | 7 | 9  | 90  | 83  | +7  |
|                                          | 8.   | Pro Calcetto       | 36 | 26 | 11 | 3 | 12 | 94  | 94  | 0   |
|                                          | 9.   | Barletta           | 35 | 26 | 11 | 2 | 13 | 120 | 135 | -15 |
|                                          | 10.  | Città di Chieti    | 32 | 26 | 9  | 5 | 12 | 83  | 91  | -8  |
|                                          | 11.  | Modugno            | 29 | 26 | 9  | 2 | 15 | 78  | 95  | -17 |
|                                          | 12.  | Fovea              | 21 | 26 | 6  | 3 | 17 | 80  | 131 | -51 |
|                                          | 13.  | CUS Potenza        | 21 | 26 | 6  | 3 | 17 | 90  | 120 | -30 |
|                                          | 14.  | Termoli            | 8  | 26 | 2  | 2 | 22 | 66  | 144 | -78 |

### Verdetti finali
- Raiano promossa in serie A2 2004-05.
- CUS Potenza, Fovea Foggia e Termoli retrocesse nei campionati regionali.
- Modugno retrocessa dopo i play-out ma successivamente ripescata.

## Girone E

### Partecipanti
Il girone E comprende dieci società laziali, tre società sarde e la sola Polisportiva Sinuessa 95, proveniente dal girone F, a rappresentare la Campania. Le novità della corrente edizione sono rappresentate dall'assenza del Torrino, reintegrato in serie A2 in seguito all'esclusione dell'Aosta, e dalla promozione della Pro Capoterra e del Tennis Club Garden (con sede a Roma) che hanno vinto i rispettivi campionati di serie C1. Il titolo della CVM Lazio DE.A.S., fusasi con la Lazio in serie A, è stato rilevato dai concittadini della Polisportiva Forte Colleferro (serie C2), mentre il Villa Aurelia Sporting Club ha unito le forze con la Virtus Roma C5. Completano l'organico i ripescaggi di Audax Sanluri, semifinalista dei play-off nazionali di serie C, e del retrocesso Rio Ceccano sconfitto proprio dalla DE.A.S. nei play-out.

### Classifica
|  | Pos. | Squadra                   | Pt | G  | V  | N | P  | GF  | GS  | DR  |
|  | ---- | ------------------------- | -- | -- | -- | - | -- | --- | --- | --- |
|  | 1.   | Divino Amore              | 55 | 26 | 17 | 4 | 5  | 115 | 88  | +27 |
|  | 2.   | ATS Quartu                | 52 | 26 | 16 | 4 | 6  | 123 | 68  | +55 |
|  | 3.   | Ostia                     | 45 | 26 | 13 | 6 | 7  | 95  | 83  | +12 |
|  | 4.   | Forte Colleferro          | 41 | 26 | 14 | 6 | 6  | 97  | 80  | +17 |
|  | 5.   | Pomezia                   | 40 | 26 | 12 | 4 | 10 | 104 | 90  | +14 |
|  | 6.   | Albano                    | 35 | 26 | 10 | 5 | 11 | 105 | 98  | +7  |
|  | 7.   | Villa Aurelia-Virtus Roma | 35 | 26 | 10 | 5 | 11 | 86  | 92  | -6  |
|  | 8.   | Velletri                  | 34 | 26 | 10 | 4 | 12 | 93  | 100 | -7  |
|  | 9.   | Pro Capoterra             | 33 | 26 | 9  | 6 | 11 | 88  | 100 | -12 |
|  | 10.  | Cinecittà                 | 33 | 26 | 10 | 3 | 13 | 131 | 114 | +17 |
|  | 11.  | Ceccano                   | 33 | 26 | 11 | 3 | 12 | 86  | 98  | -12 |
|  | 12.  | Audax Sanluri             | 25 | 26 | 7  | 4 | 15 | 69  | 100 | -31 |
|  | 13.  | Sinuessa                  | 24 | 26 | 7  | 3 | 16 | 63  | 98  | -35 |
|  | 14.  | Lazio Calcetto            | 21 | 26 | 6  | 3 | 17 | 79  | 125 | -46 |

### Verdetti finali
- Divino Amore promosso in serie A2 2004-05.
- Audax Sanluri, Lazio Calcetto e Sinuessa retrocesse nei campionati regionali.
- Rio Ceccano retrocesso dopo i play-out ma successivamente ripescato.
- Albano e Villa Aurelia Sporting Club cedono il proprio titolo sportivo rispettivamente ad Ariccia Futsal e Urbetevere C5.

## Girone F

### Partecipanti
Il girone F comprende sette società campane, cinque siciliane (di cui tre con sede a Palermo) e due calabresi ovvero la ripescata Catanzarese e la neopromossa Maestrelli con sede a Reggio Calabria. Le altre società vincitrici dei campionati regionali sono il Futsal Club Marcianise (nuova denominazione del Real Marcianise) detentore anche della Coppa Italia di Serie C e il Viagrande che fa ritorno nella categoria dopo due stagioni di assenza, mentre il Napoli Nord 2000 ha guadagnato la promozione attraverso i play-off. Dalla serie A2 sono retrocesse Afragola e Forst Palermo Futsal mentre Libertas Corbino (ripartita dalla Serie D provinciale) e Cristalmode Casoria hanno rinunciato all'iscrizione; quest'ultima ha ceduto il proprio titolo sportivo al Napoli Five, iscrivendosi al campionato regionale. L'organico del girone è completato dal ripescaggio del Forio Ischia, sconfitto nei play-out dal Sinuessa 95. Il Marigliano sconta in questa stagione i sei punti di penalità comminatigli in seguito al coinvolgimento nello scandalo dei passaporti falsi.

### Classifica
|  | Pos. | Squadra       | Pt | G  | V  | N | P  | GF  | GS  | DR  |
|  | ---- | ------------- | -- | -- | -- | - | -- | --- | --- | --- |
|  | 1.   | Marcianise    | 58 | 24 | 18 | 4 | 2  | 110 | 65  | +45 |
|  | 2.   | Napoli Nord   | 51 | 24 | 15 | 6 | 3  | 120 | 64  | +56 |
|  | 3.   | Forst Palermo | 48 | 24 | 15 | 3 | 6  | 108 | 68  | +40 |
|  | 4.   | Pro Scicli    | 48 | 24 | 15 | 3 | 6  | 100 | 72  | +28 |
|  | 5.   | Marigliano    | 35 | 24 | 13 | 2 | 9  | 137 | 116 | +21 |
|  | 6.   | Afragola      | 34 | 24 | 10 | 4 | 10 | 86  | 95  | -9  |
|  | 7.   | Maestrelli    | 32 | 24 | 9  | 5 | 10 | 95  | 100 | -5  |
|  | 8.   | Napoli Five   | 28 | 24 | 9  | 1 | 14 | 85  | 103 | -18 |
|  | 9.   | Viagrande     | 27 | 24 | 8  | 3 | 13 | 99  | 107 | -8  |
|  | 10.  | Forio         | 27 | 24 | 8  | 3 | 13 | 82  | 97  | -15 |
|  | 11.  | Pianeta Verde | 26 | 24 | 7  | 5 | 12 | 102 | 130 | -28 |
|  | 12.  | Wisser Club   | 13 | 24 | 3  | 4 | 17 | 75  | 134 | -59 |
|  | 13.  | Catanzarese   | 12 | 24 | 3  | 3 | 18 | 67  | 115 | -48 |
|  | -.   | Avellino      | -  | -  | -  | - | -  | -   | -   | -   |

### Verdetti finali
- Marcianise e, dopo i play-out, Palermo promossi in serie A2 2004-05.
- Catanzarese, Wisser Club e, dopo i play-out, Pianeta Verde retrocessi nei campionati regionali.
- Avellino escluso dal campionato dopo la quarta rinuncia (13ª giornata). Tutte le gare residuali in calendario sono state considerate perse con il punteggio di 0-6 a favore della società antagonista[18].
- Maestrelli e Viagrande rinunciano al campionato di serie B 2004-05, iscrivendosi ai campionati regionali.

## Play-out di Serie A2 / Play-off di Serie B

### Girone A
|  | Quarti di finale | Quarti di finale     | Quarti di finale | Quarti di finale | Quarti di finale |  |  | Semifinali     | Semifinali     | Semifinali | Semifinali | Semifinali |   |   | Finale  | Finale  | Finale | Finale | Finale |  |
|  |                  |                      |                  |                  |                  |  |  |                |                |            |            |            |   |   |         |         |        |        |        |  |
|  | B                | Cornedo              | 4                | 4                | 8                |  |  |                |                |            |            |            |   |   |         |         |        |        |        |  |
|  | B                | Piemonte             | 2                | 4                | 6                |  |  | Cornedo        | Cornedo        | 6          | 6          | 12         |   |   |         |         |        |        |        |  |
|  | B                | Imola                | 3                | 5                | 8                |  |  | Virtus Brescia | Virtus Brescia | 0          | 2          | 2          |   |   |         |         |        |        |        |  |
|  | A2               | Virtus Brescia (dts) | 2                | 7                | 9                |  |  |                |                |            |            |            |   |   | Cornedo | Cornedo | 4      | 2      | 6      |  |
|  | B                | Palextra Fano        | 3                | 2                | 5                |  |  |                |                | Petrarca   | Petrarca   | 5          | 2 | 7 |         |         |        |        |        |  |
|  | B                | Verona               | 3                | 6                | 9                |  |  | Verona         | Verona         | 6          | 2          | 8          |   |   |         |         |        |        |        |  |
|  | B                | Interfive Vigevano   | 3                | 0                | 3                |  |  | Petrarca (dts) | Petrarca (dts) | 4          | 6          | 10         |   |   |         |         |        |        |        |  |
|  | A2               | Petrarca             | 1                | 6                | 7                |  |  |                |                |            |            |            |   |   |         |         |        |        |        |  |

### Girone B
|  | Quarti di finale | Quarti di finale | Quarti di finale | Quarti di finale | Quarti di finale |  |  | Semifinali    | Semifinali    | Semifinali    | Semifinali    | Semifinali |   |    | Finale | Finale | Finale | Finale | Finale |  |
|  |                  |                  |                  |                  |                  |  |  |               |               |               |               |            |   |    |        |        |        |        |        |  |
|  | B                | Ostia            | 5                | 4                | 9                |  |  |               |               |               |               |            |   |    |        |        |        |        |        |  |
|  | B                | Napoli Nord      | 2                | 6                | 8                |  |  | Ostia (dts)   | Ostia (dts)   | 4             | 9             | 13         |   |    |        |        |        |        |        |  |
|  | B                | Polignano        | 3                | 9                | 12               |  |  | Polignano     | Polignano     | 6             | 4             | 10         |   |    |        |        |        |        |        |  |
|  | A2               | Casertana        | 3                | 8                | 11               |  |  |               |               |               |               |            |   |    | Ostia  | Ostia  | 2      | 4      | 6      |  |
|  | B                | Forst Palermo    | 7                | 3                | 10               |  |  |               |               | Forst Palermo | Forst Palermo | 8          | 4 | 12 |        |        |        |        |        |  |
|  | A2               | Cagliari         | 3                | 4                | 7                |  |  | Forst Palermo | Forst Palermo | 4             | 8             | 12         |   |    |        |        |        |        |        |  |
|  | B                | Venafro          | 3                | 2                | 5                |  |  | ATS Quartu    | ATS Quartu    | 2             | 8             | 10         |   |    |        |        |        |        |        |  |
|  | B                | ATS Quartu       | 6                | 3                | 9                |  |  |               |               |               |               |            |   |    |        |        |        |        |        |  |

## Play-out
Le squadre classificatesi al decimo e undicesimo posto di ogni girone si affrontano tra loro in un doppio confronto per determinare le rimanenti sei retrocessioni nei campionati regionali. Il regolamento prevede che la prima partita si disputi in casa dell'undicesima classificata mentre il ritorno si giochi a campi invertiti. L'andata si è svolta il 24 aprile 2004 mentre il ritorno una settimana più tardi; le partite relative al girone E sono state disputate in data 15 e 22 maggio per dare modo alla Giustizia Sportiva di esaminare il ricorso presentato dalla Polisportiva Ceccano contro la penalizzazione di 3 punti comminatigli a campionato concluso riguardo alla posizione irregolare di un suo tesserato
| Squadra 1             | Totale | Squadra 2       | Andata | Ritorno |
| --------------------- | ------ | --------------- | ------ | ------- |
| Gordona               | 7 - 5  | Antares         | 4 - 2  | 3 - 3   |
| Jesolo                | 3 - 6  | Massa           | 3 - 1  | 0 - 5   |
| Polizia Penitenziaria | 7 - 17 | Ascoli          | 7 - 7  | 0 - 10  |
| Modugno               | 5 - 13 | Città di Chieti | 5 - 4  | 0 - 9   |
| Ceccano               | 7 - 13 | Cinecittà       | 3 - 3  | 4 - 10  |
| Pianeta Verde         | 2 - 6  | Forio           | 2 - 3  | 0 - 3   |